# Claude Victor-Perrin

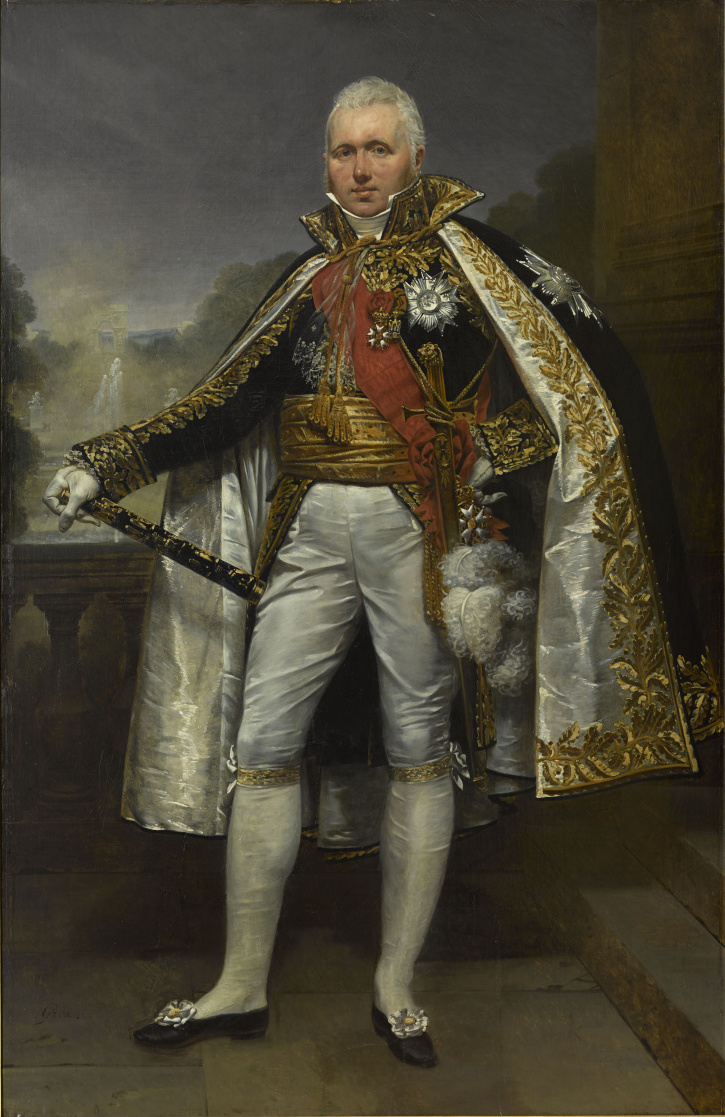
Claude Victor-Perrin

Claude Victor-Perrin, als duc de l'Empire 1e hertog van Belluno (Lamarche, 7 december 1764 - Parijs, 1 maart 1841) was een Frans politicus en maarschalk van Frankrijk.
Na zijn dood in 1841 werd hij begraven op de Cimetière du Père-Lachaise in Parijs. Zijn naam werd gegraveerd op de Arc de Triomphe. De Boulevard Victor in Parijs werd naar hem vernoemd.

## Biografie
Victor, zoals hij kortweg werd genoemd, ging in 1781 in militaire dienst. Na 10 jaar verliet hij het leger en vestigde zich in Valence als kruidenier. Na de Franse Revolutie en het uitbreken van de Eerste Coalitieoorlog tegen Frankrijk ging hij opnieuw in militaire dienst en steeg snel in rang. Als beloning voor zijn optreden tijdens het Beleg van Toulon (waarbij hij zwaargewond raakte) werd hij in 1793 benoemd tot brigadegeneraal. Zijn optreden tijdens de Italiaanse veldtocht in 1796-1799 resulteerde in een promotie door Napoleon tot de rang van divisiegeneraal.
Na kortstondig het commando over de Franse troepen in de opstandige regio Vendée te hebben, werd hij weer naar Italië gestuurd, waar hij een belangrijke rol speelde in de Slag bij Marengo als bevelhebber van een korps van twee divisies.
In 1802 werd hij benoemd tot gouverneur van de Franse kolonie Louisiana en in 1803 werd hij bevelhebber van de Bataafse troepen in Nederland. In 1803 trouwde hij met Wilhelmina Juliana Vosch van Avesaet (1781–1831). Van 1805 tot 1806 diende hij als de Franse ambassadeur in Kopenhagen.
Bij het uitbreken van de Vierde Coalitieoorlog in 1807 voegde hij zich bij het vijfde korps van Jean Lannes als stafchef. Hij maakte zo'n grote indruk met zijn optreden tijdens de Slag bij Saalfeld en Slag bij Jena en (als bevelhebber van het eerste korps) tijdens de Slag bij Friedland dat Napoleon hem tot maarschalk van Frankrijk benoemde.
Na de Vrede van Tilsit werd hij gouverneur van Berlijn, en in 1808 kreeg hij de adellijke titel hertog van Belluno. Hetzelfde jaar vertrok hij naar Spanje, waar hij een belangrijke rol speelde in de Spaanse Onafhankelijkheidsoorlog en onder meer de Slag bij Espinosa (10-11 november 1808) won. In 1812 had hij het bevel over een korps tijdens de veldtocht van Napoleon naar Rusland, waarbij hij de terugtocht dekte van de vluchtende Franse troepen na de Slag aan de Berezina. Hij speelde een belangrijke rol in de daaropvolgende Zesde Coalitieoorlog (1812-1814).

### Breuk met Napoleon
In 1813 kwam het tot een breuk met Napoleon. Victor kwam te laat aan om deel te nemen aan de Slag bij Montereau (18 februari 1813) waarop een woedende Napoleon hem zijn bevel ontnam en verving door Étienne Maurice Gérard.
Na Napoleons nederlaag en de Restauratie van de Bourbons verklaarde Victor zijn loyaliteit aan de nieuwe koning Lodewijk XVIII, die hem tot ridder in de Orde van de Heilige Lodewijk benoemde en hem het bevel over een divisie gaf. Victor begeleidde de koning naar Gent na Napoleons ontsnapping uit Elba en terugkeer naar Frankrijk. Toen Victor zich bij zijn troepen in Châlons-en-Champagne voegde, bleken deze klaar te staan om over te lopen naar Napoleon. Hierop vertrok Victor weer naar Parijs.
Na de uiteindelijke nederlaag van Napoleon in de Slag bij Waterloo werd Victor benoemd tot pair van Frankrijk en Commandeur in de Orde van de Heilige Lodewijk. Hij stemde voor de executie van Michel Ney, die terechtstond voor hoogverraad, en was de voorzitter van een commissie om het officierskorps van het Franse leger te zuiveren van napoleontische sympathisanten.
Hij diende als minister van Oorlog van Frankrijk van 14 december 1821 tot 23 maart 1823, toen hij het bevel kreeg over de Franse troepen die Spanje binnenvielen om de absolute macht van koning Ferdinand VII te herstellen. De hertog van Angoulême was het echter niet eens met deze benoeming. Hierop werd Victor nogmaals minister van oorlog, van 15 april tot 19 oktober van hetzelfde jaar.

## Nakomelingen
- Zijn kleinzoon Victor François Marie Perrin de Bellune werd in 1853 door keizer Napoleon III benoemd tot senator.

Louis Alexandre Berthier · Joachim Murat · Bon Adrien Jeannot de Moncey · Jean-Baptiste Jourdan · André Masséna · Pierre François Charles Augereau · Jean-Baptiste Bernadotte · Guillaume Brune · Nicolas Jean-de-Dieu Soult · Jean Lannes · Édouard Adolphe Casimir Joseph Mortier · Michel Ney · Louis Nicolas Davout · Jean-Baptiste Bessières · François Christophe Kellermann · François Joseph Lefebvre · Dominique-Catherine de Pérignon · Jean-Mathieu-Philibert Sérurier · Claude Victor-Perrin · Étienne Jacques Joseph Macdonald · Nicolas Charles Oudinot · Auguste de Marmont · Louis Gabriel Suchet · Laurent de Gouvion Saint-Cyr · Józef Poniatowski · Emmanuel de Grouchy
- Biblioteca Nacional de España: XX5393348
- Bibliothèque nationale de France: cb14953826x (data)
- CiNii: DA11832297
- Gemeinsame Normdatei: 116115173
- International Standard Name Identifier: 0000 0001 0777 6977
- Library of Congress Control Number: n92117306
- Base Léonore: LH//2111/40
- Réseau des bibliothèques de Suisse occidentale: 02-A012663678
- SNAC: w6cz3kqg
- Système universitaire de documentation: 080562035
- Virtual International Authority File: 15014054
- WorldCat: E39PCjqqhFPcFjckcDW4tHVQv3